# Atrypanius spermophagus
Atrypanius spermophagus là một loài bọ cánh cứng trong họ Cerambycidae.